# Fi-Buster. A Buster Pink Story
Fi-Buster: A Buster Pink Story (爆乳戦隊ファイバスター外伝　バスターピンク) es una película japonesa, del 12 de junio de 2009, producida por Zen Pictures. Es una película del género tokusatsu, de acción y aventuras, con artes marciales, dirigido por Marika y Nami Natukawa.
El idioma es en japonés, pero también está disponible con subtítulos en inglés, en DVD o descargable por internet.

## Argumento
La historia se sitúa un año después de la guerra contra el Imperio de Gigántica". Miembros de la brigada Fi-Busters mantienen la lucha contra el Imperio de Gigántica. Cada miembro de Fi-Buster participa en un área específica, pero Saki Uesugi, que es la Buster rosa, esta sola porque quiere conocer otros miembros del Fi-Buster y no se encuentra en un área específica, así que por el momento, ella se dedica solo a su trabajo como enfermera. Un día, Saki habla a un importante doctor sobre una pequeña chica llamada Mika, que no podía asumir la operación quirúrgica tan complicada a la que tenía que someterse. Saki anima a esta chica para que acepte hacerse la operación.
Marcon, conocido como la encarnación de un coral en el Imperio de Gigántica, aparece en el hospital donde esta Saki para matarla. Saki se transforma en Buster rosa y lucha contra Marcon, pero no puede contra él, con lo que pide ayuda a Buster rojo. Antes de recibir la ayuda, Buster rosa y Mika son enviadas a otra dimensión del espacio llamada zona de tortura. Ambas son separadas por los cazadores de dicha zona, cogiendo a Mika como rehén y Buster rosa es torturada por Marcon. Buster rosa tendrá que escapar de su prisión y rescatar a Mika, que está siendo transformada en una estatua de coral.